# Millaa Millaa Falls
A cachoeira de Millaa Millaa (mais conhecida como: Millaa Millaa Falls é uma cachoeira de queda única localizada na região do Planalto de Atherton, trópico norte de Queensland na Austrália. A cachoeira tem uma altura de 18,3 metros. Ela está localizada na pequena cidade de Millaa Millaa, dentro do Parque turístico de mesmo nome. O parque ainda faz divisa com o Parque Nacional de Wooroonooran.

## Características e localidade
O Parque Turístico de Millaa Millaa é uma área adjacente da cidade de Millaa Millaa em Queensland, Austrália. No parque está localizado a Queda de Millaa Millaa, juntamente com outras quatro cachoeiras, que são pontos turísticos populares de viajantes. A Queda tem 18,3 metros de altura e em sua base tem uma piscina adequada para o lazer e pode ser acessada por estradas asfaltadas e está a cerca de 5 minutos do município de Millaa Millaa.